# Psichiatria Democratica
Psichiatria Democratica è una società italiana fondata da Franco Basaglia (il medico riformatore della disciplina psichiatrica in Italia ed ispiratore della Legge 180, che ne prende il nome), come movimento di liberazione del malato dalla segregazione manicomiale. Psichiatria Democratica ha promosso una riforma psichiatrica italiana.

## Documento programmatico
Il documento programmatico di Psichiatria Democratica, dell'ottobre 1973, recita che Psichiatria Democratica si propone:
1. Continuare la lotta all'esclusione, analizzandone e denunciandone le matrici negli aspetti strutturali (rapporti sociali di produzione) e sovrastrutturali (valori e norme) della società.
2. Continuare la lotta al "manicomio", come luogo dove l'esclusione trova la sua espressione paradigmatica più evidente e violenta, rappresentando insieme la garanzia di concretezza al riprodursi dei meccanismi di emarginazione sociale.
3. Sottolineare i pericoli del riprodursi dei meccanismi istituzionali escludenti, anche nelle strutture psichiatriche extra-manicomiali di qualunque tipo.

## Finalità
Psichiatria Democratica si pone l'obiettivo di mantenere vivo l'impegno etico-politico contro l'emarginazione, l'esclusione, la segregazione dei pazienti con problemi psichiatrici. 
Per perseguire questo fine gli aderenti intendono promuovere ogni utile iniziativa che preveda lo svuotamento ed il superamento degli Ospedali Psichiatrici ancora funzionanti, delle cliniche private psichiatriche e dell'Ospedale Psichiatrico Giudiziario consentendo e favorendo ogni pratica utile allo sviluppo ed alla crescita del paziente nel suo ambiente di appartenenza.
Le azioni degli aderenti sono volte pertanto alla promozione di una nuova cultura rispetto al disagio e alla sofferenza mentale, che ponga al centro la tutela dei diritti civili, sociali e giuridici dei pazienti e cittadini sofferenti, soggetti deboli e disagiati per definizione, in quanto privi di adeguata capacità di autodifesa. Per tale motivo viene promossa ogni iniziativa volta a favorire il reinserimento sociale e lavorativo del cittadino affetto da disagio mentale e garantirne il diritto al lavoro, anche attraverso impulsi alla realizzazione di cooperative sociali a ciò finalizzate.
Particolare rilievo tra le iniziative la lotta di Psichiatria Democratica per la chiusura immediata degli Ospedali Psichiatrici Giudiziari nei quali, a distanza di anni dalla loro prevista abolizione, in condizioni spesso disumane, sono ancora costrette a vivere circa 1500 persone. Una Commissione parlamentare d'inchiesta sull'efficacia e l'efficienza del servizio sanitario nazionale, presieduta dal senatore Ignazio Marino, nel 2010, ha denunciato la persistenza di sei ospedali psichiatrici giudiziari (i vecchi manicomi criminali) ancora in uso. La Legge 17 febbraio 2012, n.9 ne ha prevista la chiusura entro il 31 marzo 2013.

## Iniziative
- PD Psichiatria Democratica - CGIL Piemonte: "Matti da slegare", Il contributo di alcune matite libere, Mostra di Umorismo realizzata nell'ambito del Convegno "Per un'Europa senza manicomi", Torino 10-11-12 novembre 2005, a cura di Dino Aloi, Dario Mairano, Claudio Mellana - Disegnatori vari tra cui Tullio Pericoli, Massimo Presciutti, Sergio Staino, Carlo Squillante, Catalogo Informacigielle Periodico della Funzione Pubblica CGIL di Torino, Numero 5, Torino novembre 2005.